# Vladimír Kobera
Vladimír Kobera (ur. 25 marca 1925 w Doksy, zm. 12 listopada 1994 w Hradec Králové) – czeski trener hokejowy.
Kobera urodził się w 1925 w miejscowości Doksy, niewielkiej miejscowości niedaleko granic z Polską oraz Niemcami. Za młodu grał w koszykówkę, rugby i hokej na lodzie. W latach 60. zajął się trenowaniem hokeistów. Na początku szkolił PSG Zlín, z którym awansował do ekstraklasy. Następnie przeniósł się do Szwajcarii, gdzie prowadził EHC Kloten, z którym w 1967 zdobył mistrzostwo kraju. Po tym sukcesie został selekcjonerem reprezentacji Helwetów. 
Szwajcaria nie była ostatnim przystankiem poza granicami ojczyzny w jego karierze. W latach 1974–1978 był trenerem ŁKS-u Łódź. Po powrocie do kraju był szkoleniowcem PF Hradec Králové.